# Río Sequillo (vattendrag i Spanien, lat 41,74, long -5,51)
Río Sequillo är ett vattendrag i Spanien. Det ligger i den centrala delen av landet, 210 km nordväst om huvudstaden Madrid.